# Cuestión de peso (Argentina)
Cuestión de peso es un programa de televisión argentino producido por Kuarzo Entertainment Argentina y emitido desde 2006 hasta la actualidad, inicialmente por eltrece y posteriormente por Net TV. En su última temporada cuenta con la presentación de Mario Massaccesi.
Debido al éxito del formato, Canal 13 de Chile adquirió los derechos y transmitió durante 2008 su propia versión, al igual que el canal español Antena 3 y el canal paraguayo LaTele.

## Argumento
En la primera temporada ingresaron doce participantes, que tenían por el objeto el descenso de peso en forma saludable. Con el correr del tiempo, el número de participantes se fue elevando a trece, catorce y hasta quince. La metodología para el descenso de peso consistía en el seguimiento médico, la actividad física y la corrección en las conductas alimenticias, a lo que se sumaba el estímulo en los tratamientos dado por un sistema de premios y castigos semanales. Los participantes competían por un premio en dinero todas las semanas, que era acumulativo hasta el fin de su participación, ya sea porque abandonaban el programa o llegaban a su instancia final, siempre que hubiesen cumplido los objetivos de descenso de peso que se les proponían.
A partir de la segunda temporada, se introdujo un panel llamado “Panel de Guías”, en el que exparticipantes intervenían en las discusiones del programa y opinaban desde su experiencia personal. Además, se realizaban investigaciones e informes que mostraban las conductas alimenticias en la sociedad actual, qué se come, qué alimentación tienen los niños en las escuelas, cómo se trata a las personas con sobrepeso, si se hacía cumplir la ley de tallas (norma que obliga a los locales comerciales de indumentaria a tener disponibilidad de tallas hasta la medida número 58 dentro de la Provincia de Buenos Aires, sancionada en abril de 2006) o cómo estaban diseñados los transportes públicos para obesos.
El programa apoyó públicamente el tratamiento y sanción de la Ley 26.396, de trastornos alimenticios, conocida como “Ley de Obesidad” en Argentina, la cual fue finalmente sancionada en el 2008.
El programa y la empresa productora fue duramente criticado por el Observatorio de la discriminación en Radio y Televisión y por distintas personalidades mediáticas generando muchas polémicas que generaron disputas entre cuerpo médico, productora y participantes que terminaron con el levantamiento del programa en 2014.[cita requerida]
En el 2017 el programa volvió con un nuevo conductor, Fabián Doman.
En el 2024, luego de 7 años sin regresar a su canal original, el ciclo volvió con Mario Massaccesi.

## Pesajes
Los pesajes del programa se dividen en cinco grupos:
- Pesajes de Control: Se realizan para saber cuántos kilos había bajado, mantenido o subido el participante luego del día de eliminación. Se hace todos los días lunes.
- Pesajes de Eliminación: Se realizaban los lunes y viernes. Desde la temporada 2024 se realizan los miércoles y viernes, en la que los participantes tienen que pesar lo mismo o menos que el día anterior para no quedar eliminados, según sus objetivos semanales de cuánto tiene que bajar cada uno por semana. Los pesajes de esos días, fueron hechos con el objetivo de que los participantes no llegaran tan complicados. En las anteriores temporadas siempre había eliminación los lunes, pero se iban todos o la mayoría por subir de peso después del sábado y domingo, los días en que no sale al aire el programa por ser fin de semana y esto hizo que haya más de un eliminado en un mismo día. Anteriormente se castigaba al participante que no había logrado disminuir su peso en un 1% pasado una semana. El castigo era, como su nombre lo indica, la eliminación del programa.
- Pesajes de Competencia: Los días lunes, los participantes saben cuántos kilos bajó, mantuvo o subió después del fin de semana. Antes se dividían en cuatro grupos de acuerdo a su nivel de sobrepeso. Cada grupo competía un día de la semana entre sí para saber quién había bajado más porcentaje respecto de la semana anterior. El premio al que más había bajado era de $1.000 y además pasaba a la final del viernes. En la final del viernes la gente debía llamar desde su celular para votar a uno de los cuatro participantes. El que sacaba más votos ganaba $5.000. Si el participante se pesó un miércoles y siguió bajando de peso se le obsequia un permitido, es decir, una pequeña porción de algún alimento dulce o salado que el obeso no podía comer por la dieta y se le permitía ingerirlo solamente en esa ocasión.
- Pesajes de Alerta: Se realizan los dias martes desde la temporada 2024 para saber cómo llegan al día miércoles de eliminación. Si el participante baja tal cantidad y llega bien no esta en alerta, pero si no baja lo suficiente, mantiene o aumenta cierta cantidad puede estar también en alerta.
- Pesajes de Complicados: Se realizan los días jueves para saber cómo llegan al día viernes de eliminación. Si el participante baja tal cantidad y llega bien no esta complicado, pero si no baja lo suficiente, mantiene o aumenta cierta cantidad puede estar también complicado.

## Temporadas
| Temporada | Transmisión            | Transmisión          | Conducción       | Canal    | Ganador/a                              | Ref.   |
| Temporada | Inicio                 | Final                | Conducción       | Canal    | Ganador/a                              | Ref.   |
| --------- | ---------------------- | -------------------- | ---------------- | -------- | -------------------------------------- | ------ |
| 1         | 14 de marzo de 2006    | 5 de enero de 2007   | Andrea Politti   | El Trece | Maximiliano Oliva †                    | [ 6 ]  |
| 2         | 15 de marzo de 2007    | 10 de enero de 2008  | Andrea Politti   | El Trece | Amadeo Gómez                           | [ 7 ]  |
| 3         | 22 de enero de 2008    | 7 de octubre de 2008 | Andrea Politti   | El Trece | Marcela Pecollo                        | [ 8 ]  |
| 4         | 2 de noviembre de 2010 | 6 de enero de 2012   | Claribel Medina  | El Trece | Gabriel Devolder                       | [ 9 ]  |
| 5         | 5 de marzo de 2012     | 10 de enero de 2013  | Claribel Medina  | El Trece | Gastón "El Retutu" Villegas            | [ 10 ] |
| 6         | 6 de marzo de 2013     | 2 de mayo de 2014    | Claribel Medina  | El Trece | Micaela Belén Rutti                    | [ 11 ] |
| 7         | 20 de febrero de 2017  | 26 de agosto de 2017 | Fabián Doman     | El Trece | Levantado por bajo índice de audiencia | [ 12 ] |
| 8         | 1 de octubre de 2018   | 17 de abril de 2020  | Mariano Peluffo  | Net TV   | Levantado por la pandemia de Covid-19  | [ 13 ] |
| 9         | 6 de mayo de 2024      |                      | Mario Massaccesi | El Trece |                                        |        |

1. ↑  Reemplazo temporal por Claribel Medina en 2019 y 2020, mientras que durante todo enero de 2020 Alessandra Rampolla.
2. ↑  Reemplazos ocasionales de Rodrigo Lussich y Carmen Barbieri en 2024 y por tres semanas de 2025 por Maju Lozano.

## Temporada 9 (2024)
| Concursante                   | Edad | Fecha de entrada                                                                       | Tiempo en tratamiento                                      | Ciudad de Origen                    | Ocupación                                                      | Peso Inicial                                      | Peso de Alta                                  | Último peso                      | Estado                                  | Estado Anterior                                        |
| ----------------------------- | ---- | -------------------------------------------------------------------------------------- | ---------------------------------------------------------- | ----------------------------------- | -------------------------------------------------------------- | ------------------------------------------------- | --------------------------------------------- | -------------------------------- | --------------------------------------- | ------------------------------------------------------ |
| Adrián Eduardo Cortez         | 48   | 13 de mayo de 2025                                                                     | 2 meses y 19 días                                          | José C. Paz, Buenos Aires           | Camionero                                                      | 176,6 kg                                          | 100 kg                                        | —                                | Abandono por decisión propia            |                                                        |
| Diego "El Vikingo" Mihalik    | 43   | Marzo de 2007 - 4 de febrero de 2008 (2.ª Temporada) 5 de mayo de 2025 (9.ª Temporada) | 11 meses (2.ª Temporada) 2 meses y 27 días (9.ª Temporada) | Buenos Aires                        | Barbero y tatuador                                             | 243,9 kg (2.ª Temporada) 213,8 kg (9.ª Temporada) | 129 kg (2.ª Temporada) 150 kg (9.ª Temporada) | 197 kg                           | En competencia                          | Ex-participante en la 2ª Temporada de Cuestión de Peso |
| Romina Paloma Rieta           | 35   | 1 de mayo de 2025                                                                      | 3 meses                                                    | San Juan                            | Instructora de Zumba                                           | 141 kg                                            | 105 kg                                        | 140,1 kg                         | Eliminada                               |                                                        |
| Lionel Dufour                 | 40   | 14 de abril de 2025                                                                    | 3 meses y 17 días                                          | Ituzaingó, Buenos Aires             | Cocinero y cuidador de personas mayores con movilidad reducida | 212,9 kg                                          | 140 kg                                        | 204,4 kg                         | En competencia                          |                                                        |
| Giuliana "Chula" González     | 26   | 1 de abril de 2025                                                                     | 4 meses                                                    | Santos Lugares, Buenos Aires        | Productora audiovisual                                         | 108,1 kg                                          | 85 kg                                         | 103,5 kg                         | Eliminada                               |                                                        |
| Micaela Rodríguez             | 21   | 3 de marzo de 2025                                                                     | 4 meses y 29 días                                          | Villa Lugano, Buenos Aires          | Influencer                                                     | 134,8 kg                                          | 105 kg                                        | 122,4 kg                         | Eliminada                               |                                                        |
| Betiana Coronel               | 45   | 6 de febrero de 2025                                                                   | 5 meses y 23 días                                          | La Tablada, Buenos Aires            | Vendedora ambulante y abuela                                   | 136,5 kg                                          | 105 kg                                        | 116,2 kg                         | En competencia                          |                                                        |
| Ana "Anita"                   | 60   | 6 de enero de 2025                                                                     | 6 meses y 26 días                                          | González Catán, Buenos Aires        | Peluquera                                                      | 127,4 kg                                          | 90 kg                                         | 105,5 kg                         | En competencia                          |                                                        |
| Martín Aguirre                | 28   | 27 de diciembre de 2024                                                                | 7 meses y 5 días                                           | Gregorio de Laferrere, Buenos Aires | Kiosquero                                                      | 213,3 kg                                          | 140 kg                                        | 170,5 kg                         | En competencia                          |                                                        |
| Camila "Camilota" Deniz       | 30   | 6 de mayo de 2024                                                                      | 1 año, 2 meses y 26 días                                   | González Catán, Buenos Aires        | Influencer                                                     | 139,1 kg                                          | 99 kg                                         | 104,6 kg (con el alta en 105 kg) | Eliminada                               | 1.ª Alta de Cuestión de Peso                           |
| Ernesto "Gaucho" Cirilo Ayala | 39   | 6 de mayo de 2024                                                                      | 11 meses y 19 días                                         | Corrientes, Argentina               | Chef y maestro pizzero                                         | 191,2 kg                                          | 124 kg                                        | 139,8 kg (con el alta en 140 kg) | 13° Eliminado                           | 1.ª Alta de Cuestión de Peso                           |
| Gastón "Retutu" Villegas      | 44   | Abril de 2011 - 9 de enero de 2013 (5.ª Temporada) 4 de abril de 2025 (9.ª Temporada)  | 1 año y 10 meses (5.ª Temporada) 19 días (9.ª Temporada)   | Gregorio de Laferrere, Buenos Aires | Cantante de cumbia y encargado de un comedor infantil          | 270 kg (5.ª Temporada) 137,4 kg (9.ª Temporada)   | 127 kg                                        | 131,3 kg                         | Abandono por decisión propia            | Ex-participante en la 5ª Temporada de Cuestión de Peso |
| Ludmila Farias                | 28   | 5 de noviembre de 2024                                                                 | 5 meses y 9 días                                           | Gregorio de Laferrere, Buenos Aires | Madre                                                          | 121,3 kg                                          | 85 kg                                         | 83 kg                            | Alta de Cuestión de Peso                |                                                        |
| Melina Gómez                  | 27   | 6 de mayo de 2024                                                                      | 11 meses y 1 día                                           | San Carlos de Bariloche, Río Negro  | Psicóloga                                                      | 152,1 kg                                          | 90 kg                                         | 90 kg                            | 1.ª, 2.ª y 3.ª Alta de Cuestión de Peso |                                                        |
| Matias Villegas               | 18   | 15 de enero de 2025                                                                    | 2 meses y 20 días                                          | Gregorio de Laferrere, Buenos Aires | Estudiante de medicina                                         | 119,3 kg                                          | 95 kg                                         | 96,4 kg                          | Abandono por decisión propia            |                                                        |
| Marianella Aragón             | 23   | 18 de noviembre de 2024                                                                | 4 meses y 3 días                                           | Merlo, Buenos Aires                 | Diseñadora de ropa                                             | 178,4 kg                                          | 130 kg                                        | —                                | 12° Eliminada                           |                                                        |
| Sebastián Santiago            | 28   |                                                                                        |                                                            | Villa Soldati, Buenos Aires         |                                                                | 128,0 kg                                          | 105 kg                                        | —                                | Alta de Cuestión de Peso                |                                                        |
| Hernan Domínguez              | 39   |                                                                                        |                                                            | Boulogne Sur Mer, Buenos Aires      |                                                                | 143,8 kg                                          | 110 kg                                        | —                                | 11° Eliminado                           |                                                        |
| Daiana Mazzai                 | 37   |                                                                                        |                                                            | Buenos Aires, Argentina             |                                                                | 100 kg                                            | 80 kg                                         | 100,6 kg                         | Abandono por decisión propia\|          |                                                        |
| Leandro Villalba              | 34   |                                                                                        |                                                            | Buenos Aires, Argentina             |                                                                | 200,4 kg                                          | 145 kg                                        | 144,5 kg                         | 1.º y 2° Alta de Cuestión de Peso       |                                                        |
| Victoria Lauriola             | 29   |                                                                                        |                                                            | El Talar, Buenos Aires              |                                                                | 101,2 kg                                          | 82 kg                                         | 84,1 kg                          | 10.º Eliminada                          |                                                        |
| Evelyn Lizardo                | 29   |                                                                                        |                                                            | El Palomar, Buenos Aires            |                                                                | 165,9 kg                                          | 120 kg                                        | —                                | Abandono por decisión propia            | 6.ª Eliminada                                          |
| Victoria Temperan             | 34   |                                                                                        |                                                            | Villa Pueyrredón, Capital Federal   |                                                                | 135,2 kg                                          | 105 kg                                        | —                                | Abandono por decisión propia            | 1.º Alta de Cuestión de Peso                           |
| Jonathan Williams             | 29   |                                                                                        |                                                            | Villa Crespo, Buenos Aires          |                                                                | 153,5 kg                                          | 115 kg                                        | 123,1 kg                         | 9.º Eliminado                           | 1.º Eliminado                                          |
| Oriana Urrutia                | 31   |                                                                                        |                                                            | Llavallol, Buenos Aires             |                                                                | 103,1 kg                                          | 85 kg                                         | 87,4 kg                          | 8.ª Eliminada                           |                                                        |
| Marcelo Rosada                | 25   |                                                                                        |                                                            | González Catán, Buenos Aires        |                                                                | 179,9 kg                                          | 130 kg                                        | 144,4 kg                         | 7.ª Eliminado                           |                                                        |
| Gastón Yapura                 | 45   |                                                                                        |                                                            | Canning, Buenos Aires               |                                                                | 174,5 kg                                          | 125 kg                                        | —                                | Abandono por decisión propia            |                                                        |
| Matías Tute                   | 39   |                                                                                        |                                                            | Floresta, Buenos Aires              |                                                                | 192,9 kg                                          | 140 kg                                        | —                                | Abandono por decisión propia            |                                                        |
| Gabriela Atamián              | 33   |                                                                                        |                                                            | Flores, Capital Federal             |                                                                | 98,4 kg                                           | 83 kg                                         | 81,4 kg                          | Alta de Cuestión de Peso                |                                                        |
| Noelia Báez                   | 39   |                                                                                        |                                                            | Corrientes, Argentina               |                                                                | 124,8 kg                                          | 94 kg                                         | 114,8 kg                         | 3.ª Eliminada                           |                                                        |
| Paulo Fleitas                 | 37   |                                                                                        |                                                            | Las Piedras, Uruguay                |                                                                | 139,7 kg                                          | 105 kg                                        | 123,5 kg                         | 2.º Eliminado                           |                                                        |

1. ↑  Mejor conocida por su apodo «Natee».

### Repechaje
| Participante | Participante      | Edad | Resultado | Porcentaje |
| ------------ | ----------------- | ---- | --------- | ---------- |
|              | Camila Deniz      | 30   | Reingresa | 51%        |
|              | Jonathan Williams | 29   | Reingresa | 18%        |
|              | Matías Tute       | 39   | Eliminado | 14%        |
|              | Noelia Baéz       | 39   | Eliminada | 12%        |
|              | Paulo Fleitas     | 37   | Eliminado | 5%         |

### Grupo de los Exs
| Concursante       | Edad | Ciudad de Origen                    | Peso Inicial | Peso de Alta | Último Peso | Estado                                                   | Estado Anterior                                          |
| ----------------- | ---- | ----------------------------------- | ------------ | ------------ | ----------- | -------------------------------------------------------- | -------------------------------------------------------- |
| Marianella Aragón | 23   | Merlo, Buenos Aires                 | 178,4 kg     | 130 kg       |             | En competencia                                           |                                                          |
| Matías Villegas   | 18   | Gregorio de Laferrere, Buenos Aires | 119,3 kg     | 95 kg        |             | 8.º Eliminado                                            | Alta de Cuestión de Peso dentro del grupo de los Exs     |
| Victoria Lauriola | 29   | El Talar, Buenos Aires              | 101,2 kg     | 82 kg        | 81,5 kg     | Alta de Cuestión de Peso dentro del grupo de los Exs     |                                                          |
| Evelyn Lizardo    | 29   | El Palomar, Buenos Aires            | 165,9 kg     | 120 kg       | —           | 6.º Eliminada                                            |                                                          |
| Victoria Temperan | 34   | Villa Pueyrredón, Capital Federal   | 135,2 kg     | 105 kg       | 98,3 kg     | 2.º Alta de Cuestión de Peso dentro del grupo de los Exs |                                                          |
| Jonathan Williams | 29   | Villa Crespo, Buenos Aires          | 153,5 kg     | 115 kg       | —           | 5.º Eliminado                                            |                                                          |
| Marcelo Rosada    | 25   | González Catán, Buenos Aires        | 179,9 kg     | 130 kg       | —           | 4.º Eliminado                                            |                                                          |
| Gastón Yapura     | 45   | Flores, Capital Federal             | 174,5 kg     | 125 kg       |             | En competencia                                           |                                                          |
| Noelia Báez       | 39   | Corrientes, Argentina               | 124,8 kg     | 94 kg        | —           | 3.º Eliminada                                            |                                                          |
| Matías Tute       | 39   | Floresta, Buenos Aires              | 192,9 kg     | 140 kg       | 138,7 kg    | 2.º Eliminado                                            | 1.º Alta de Cuestión de Peso dentro del grupo de los Exs |
| Oriana Urrutia    | 31   | Llavallol, Buenos Aires             | 103,1 kg     | 85 kg        | 82,3 kg     | 7.º Eliminada                                            | 1.º Alta de Cuestión de Peso dentro del grupo de los Exs |
| Paulo Fleitas     | 37   | Las Piedras, Uruguay                | 139,7 kg     | 105 kg       | 122,3 kg    | 1.º Eliminado                                            |                                                          |

## Equipo
- Alberto Cormillot - Médico clínico (2006-presente)
- Adrián Cormillot  - Médico clínico (2006-2014, 2018-presente)
- Sergio Verón - Entrenador personal  (2010-presente)
- Abril Cormillot - Nutricionista (2024-presente)
- Estefanía Pasquini - Nutricionista (2024-presente)
- Gabriela Fedele - Médica clínica (2010-2014, 2017)
- Diego Sívori - Nutricionista (2010-2014)
- Romina Pereiro - Nutricionista (2017)
- Pato Galván - Panelista (2017)
- Juana Repetto - Panelista (2017)
- Gonzalo Costa - Panelista (2017)
- Macarena Rawson Paz - Panelista (2017)

## Premios
Si bien el programa no recibió premios, fue nominado varias veces en distintos premios a la televisión en Argentina.

### Nominaciones
- Martín Fierro 2007
  - Mejor conducción femenina (Andrea Politti)
  - Mejor reality

- Martín Fierro 2010
  - Mejor conducción femenina (Claribel Medina)
  - Mejor reality

- Martín Fierro 2012
  - Mejor conducción femenina (Claribel Medina)
  - Mejor reality

- Martín Fierro 2018
  - Reality